# キーシュ島

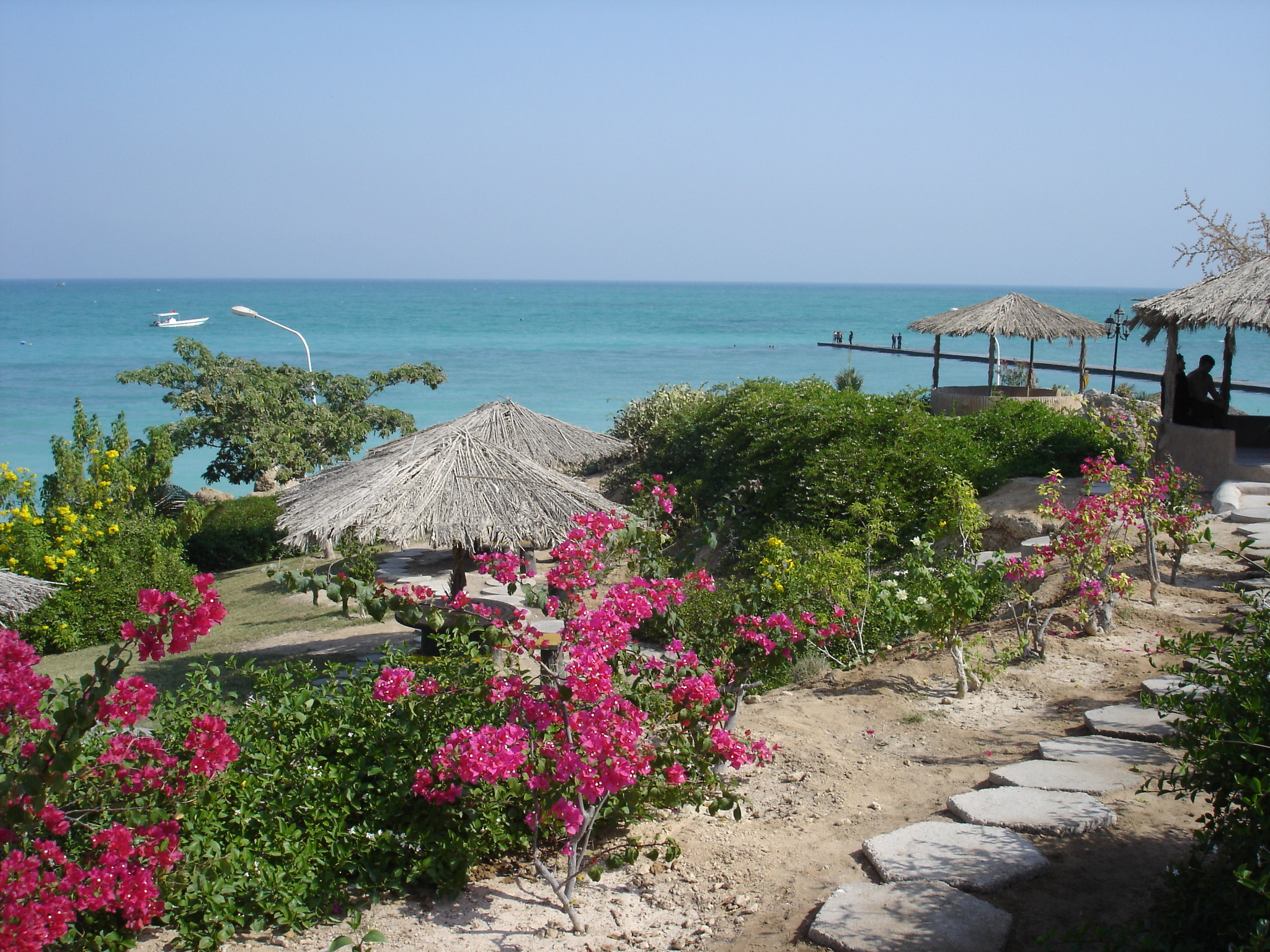
キーシュ島の海岸

キーシュ島（ペルシア語: جزیره کیش）とは、ペルシア湾上の島である。イランのホルモズガーン州バンダレ・レンゲ郡に属する。面積約90km2。2006年当時の人口は20,000人。島の北部のハリーレには、中世の港市国家時代の遺跡が存在する。

## 地理

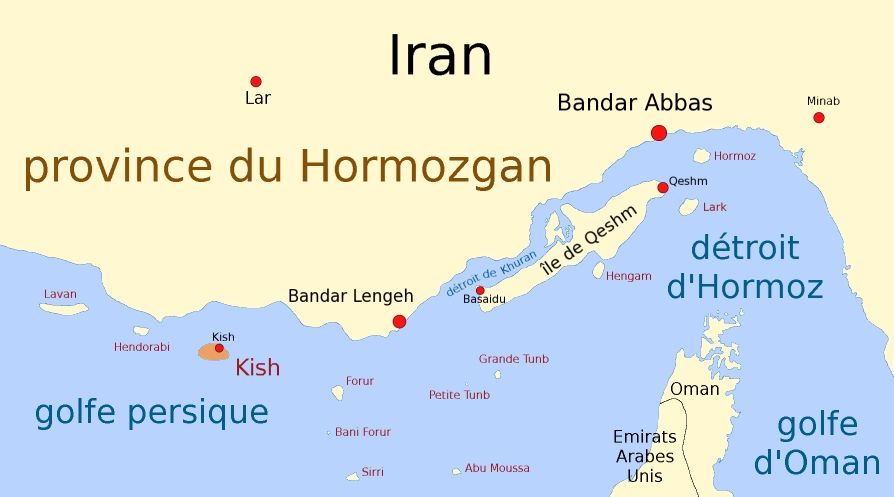
キーシュ島の位置

キーシュ島はバンダレ・レンゲの西90km、大陸の海岸から15km離れている。良質の地下水、平地に恵まれ、島内に河川は存在しない。高低差があまりない平坦な島で、北側にはヤシの木が群生している。年間の平均気温は26度、年間降水量は約160mmで雨の半分は冬季に降る。
島民の多くは島の北部、東部に居住する。シーア派のイスラム教が信仰されているが、スンナ派の信徒も少なからず存在すると思われる。

## 歴史
アレクサンドロス3世がペルシアを征服した時代、キーシュ島は交通の要地として知られていた。
10世紀末にペルシア湾の交易都市シーラーフが地震によって壊滅した後、キーシュ島がシーラーフに代わるペルシア湾の海運・交易の中心地となる。10世紀末から11世紀にかけて、アラビア半島のアラブ人やイランの諸部族が島に移住した。キーシュ島の指導者や移住者の出自は明確ではなく、『ワッサーフ史』などの文献では島の最初の移住者は崩壊したシーラーフからの避難民だと伝えられている。また、12世紀後半のキーシュ島にはおよそ500人のユダヤ人が居住していたと伝えられている。クルド系のシャバンカーラ族の一派、あるいはダイラム系に属する部族集団のジャーシューが島の支配権を握り、シーラーフ、インドやオマーンの港市に攻撃を行った>。
12世紀から13世紀前半の期間にはシーラーフから移住したカイサル家が島を支配していた。キーシュの支配者はインド洋西海域の海運と交易に強い影響力を行使し、アデンの一部を併合し、インドのキャンベイ、ソームナート、東アフリカのザンジュ地方に居留地を構えていた。真珠もキーシュ島の重要な産業の一つであり、ペルシア湾の主要な真珠採取場と集荷・販売を統制していた。13世紀にオマーンのカルハート、ズファール地方のミルバート、イラクのバスラで、キーシュは海上交易と真珠の採取権を巡ってホルムズ王国と対立した。1228年にキーシュ島はホルムズに占領され、1230年にファールス地方を支配するサルグル朝に移譲された。13世紀初頭からモンゴル帝国の王侯将軍が西アジア各地を征服する中、1271年にキーシュ島はイルハン朝に征服されるが、島の統治はサルグル朝に委ねられた。1279年にキーシュはニクーダリーヤーン集団の攻撃によって弱体化したホルムズを併合する。
13世紀末からキーシュ島の支配者の王統はサワーミリー家に移る。1293年にサワーミリー家のジャマールッディーン・イブラーヒームはイルハン朝のガイハトゥ・ハンから全ファールス地方の徴税権を与えられ、1324年/25年にイブラーヒームの子アブドゥルアズィーズが処刑されるまで徴税権を保持していた。サワーミリー家は南インドのマラバール、コロマンデル地方の港市を支配下に置き、中国、東南アジア、インド方面への貿易活動はキーシュ島の勢力によって管理・運営されていた。キーシュ島とホルムズはペルシア湾、インド洋の海運と交易を巡って激しく争い、サワーミリー家はイルハン朝の軍事力を後ろ盾としてアヤズが指導するホルムズの反乱に対抗した。1331年/32年にキーシュ島はホルムズに併合される。キーシュ島の名前は中世の旅行家の紀行文にも現れ、マルコ・ポーロの『東方見聞録』にはキシ（Kisi）、イブン・バットゥータの『大旅行記』にはカイス島（Qays）として記されている。
キーシュ島北部のハリーレには、中世の港市国家時代の遺跡が存在する。ハリーレではモスクや貯水池などの施設の遺跡のほか、交易の商品である陶磁器が発見されている。
16世紀から17世紀にキーシュ島はポルトガルの支配下に置かれ、サファヴィー朝の時代以後はイランの領土となる。

## 産業
1989年にキーシュ島の産業貿易特区の設置が認可され、1992年にはキーシュ自由貿易機関が設立された。
キーシュ島は美しい海や快晴の多い気候を活用したリゾート地となっている。20世紀後半のパフラヴィー朝の時代に欧米型の観光地化が進められ、大型ホテルやカジノが建設された。1972年にキーシュ島のリゾート開発を目的としたキーシュ開発機構が設立され、1979年のイラン革命後に一時的に衰退したが、1990年代の観光・経済開発によって島の経済は回復した。
観光業以外に、漁業、海運業、貿易業が伝統的な産業として知られている。かつては真珠の生産も盛んだったが、20世紀半ばに日本の養殖真珠が国際市場に普及した後に衰退した。

## 交通
キーシュ島は空路によってイラン内外の都市と結ばれており、島の中央にはキーシュ国際空港が置かれている。イラン本土のバンダレ・レンゲやバンダレ・チャーラクとの間には船が運航されている。